# ヤジと民主主義〜警察が排除するもの〜
『ヤジと民主主義～警察が排除するもの～』は、HBC北海道放送が制作したドキュメンタリー番組。「JNNドキュメンタリー ザ・フォーカス」の放送枠で、2020年2月2日に放送された。

## 概要
番組は、2019年7月15日、札幌市内で第25回参議院議員通常選挙の応援演説をしていた内閣総理大臣安倍晋三に対し野次を飛ばした男女を北海道警察が排除した問題と、年金問題に意見するプラカードを無言で掲げていた女性を排除した問題について、問題提起をしている。また、同様の警察による言論排除行為がさいたま市においても起こっていることも指摘している。
本事件に類似する事件として、1928年に行われた第一回普通選挙において、函館市で行われた「弁士中止」についても紹介している。労働農民党が、1000人が集まった演説会で政府を批判すると、警察が演説会を強制的に中止させ、9人を最大29日間拘束した事件である。番組内で、弁士中止は、治安維持法に繋がる、日本での言論弾圧の原点となったと紹介し、言論弾圧は、選挙活動から始まると伝えている。
また、番組内のインタビューにおいて、北海道警察の裏金問題を告発した元北海道警察警視長の原田宏二は、「警察組織には、治安維持のためであれば多少の違法行為も許される風潮がある」と警告している。また原田は、マスコミや市民のカメラの前で、堂々と野次排除が行われたことに危機感を示し、「法的根拠のないことがあちらこちらで平気に行われ、市民が知らない間に権利を侵害されている」と警鐘を鳴らした。

## 提起された諸問題
2019年7月15日、北海道警察が、札幌市内で第25回参議院議員通常選挙の応援演説をしていた、時の内閣総理大臣安倍晋三に対し、野次を飛ばしたソーシャルワーカーの男性を複数人で取り囲み、拘束、排除した。また、同日、同じように野次を飛ばした女性が、複数人に取り囲まれ、拘束、排除された。そして、無言でプラカードを掲げただけの女性も、排除された。いずれの場合にも、法的根拠を示さずに、警察官が実力行使に出た。
2019年8月、札幌市で野次排除の法的根拠を明らかにするように主張する150人規模のデモの際、北海道警察が犯罪行為をしていないデモ隊を無断で撮影した。弁護士が肖像権の侵害を訴えるが、警察官は、撮影の法的根拠を示さず、上からの指示であるから正当な職務行為であると主張し、撮影記録は消去されることはなく、持ち帰られた。
2019年8月、埼玉県警察が、埼玉県知事選挙において、埼玉県さいたま市で応援演説に来ていた柴山昌彦文部科学大臣を批判するプラカードを掲げ、野次を飛ばそうとした男子大学生を拘束、排除した。その際、大学生が身に着けていたベルトを損壊した。
2019年9月、山岸直人北海道警察本部長が道議会で答弁中に、野次を飛ばした男性（7月に排除された男性と同一人物）が警察官によって拘束、排除された。
2019年12月、北海道警察に排除された男性（7月に排除された男性と同一人物）が、特別公務員職権乱用罪などで、警察官7人を刑事告訴し、国家賠償訴訟を起こした。しかし、札幌地検は2020年2月、法的な問題はないとして不起訴処分とした。北海道警察は、警察官職務執行法第4条を根拠に男性を避難させたと主張し、適法行為であると主張した。しかし、北海道警察は事実認定の際に、排除された被害者に事情聴取をしておらず、加害者側の意見と、インターネット上の動画のみで判断するという異常な捜査を行った。2022年3月、道警に対し賠償命令。2023年6月22日、札幌高等裁判所は控訴審判決で男性に対する道警の排除行為について、男性が周囲から暴行を受けたり、男性が安倍らに危害を加えたりする恐れが迫っており、適法だったと判断し、男性の賠償請求を棄却した。女性については1審判決と同様、表現の自由などの侵害を認め、道に55万円の賠償を命じた。

## 被害者の最高裁判決後の発言
女性は、「私への賠償だけ認められればいいわけではない」と話した。
男性は、「主張した女性は勝訴しているので、とりあえず悲観はしていません」と話した。

## スタッフ
- ディレクター：長沢祐
- プロデューサー：山崎裕侍

## 受賞
- ギャラクシー賞（主催・放送批評懇談会）2020年2月度月間賞[9]・第57回報道活動部門優秀賞・第58回テレビ部門奨励賞
- 2020年日本民間放送連盟賞優秀賞[10]
- 2020年度第63回JCJ賞（主催：日本ジャーナリスト会議）[11]
- 第40回「地方の時代」映画祭賞 放送局部門優秀賞
- 第45回JNNネットワーク協議会賞
- 第3回むのたけじ地域・民衆ジャーナリズム賞優秀賞
- 東京ドキュメンタリー映画祭2020コンペティション部門
- メディア・アンビシャス大賞2020 アンビシャス賞

## 書籍
- 北海道放送報道部道警ヤジ排除問題取材班（山﨑裕侍・長沢祐）『ヤジと民主主義』（2022年11月7日発売、ころから刊 ISBN 978-4-907239-65-7）

## 映画
TBSが開催する「TBSドキュメンタリー映画祭2023」に向けて、本番組を再構成した『劇場版 ヤジと民主主義』を2023年3月に、『ヤジと民主主義 劇場拡大版』を12月に公開。2022年3月の札幌地裁での判決や7月の安倍晋三銃撃事件といった番組放送後の事態を踏まえての追加取材を加える形とし、安倍晋三銃撃事件について「札幌地裁での判決が適法としていたやるべき警備を怠った事が事件につながった」といった分析や、道警元幹部によるヤジを行った人物の排除についての解説、控訴審での道警側の主張等を取り上げる。
スタッフ（劇場拡大版）
- 制作・編集・監督：山﨑裕侍
- 取材：長沢祐
- 語り：落合恵子
- プロデューサー：山岡英二・磯田雄大・鈴木和彦
- 撮影：大内孝哉、谷内翔哉、村田峰史
- 編集：四倉悠策
- MA：西岡俊明
- 音楽：織田龍光
- 製作：HBC北海道放送
- 配給：KADOKAWA
- 宣伝：KICCORIT